# Genkai
Genkai (玄海町?) è una cittadina giapponese della prefettura di Saga.